# Stade olympique de Turin
Pour les articles homonymes, voir Stade olympique.
 (mars 2025).
Le stade olympique Grand Turin (en italien : Stadio Olimpico Grande Torino) est un stade omnisports de la ville de Turin au Piémont, dans le nord-ouest de l'Italie. C'est une enceinte moderne offrant 28 140 places assises et couvertes.  
L'équipe professionnelle de football du Torino Football Club y dispute ses rencontres à domicile.

## Histoire

### Stade Mussolini

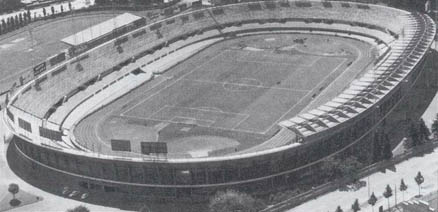
Le stade Mussolini vers 1930

Au cours de la saison 1933-34, la Juventus fait son entrée dans le stade le plus moderne d'Italie, le Stade Municipal Benito Mussolini de Turin (italien : Stadio Municipale di Torino Benito Mussolini) avec une haie métallique de deux mètres qui divisait les 65 000 places du terrain de jeu, inauguré le 14 mai 1933.
Ce nouveau stade, situé sur la Via Filadelfia, fut au départ construit pour accueillir les Jeux universitaires mondiaux 1933 puis la Coupe du monde de football l'année suivante.
Il comporte alors un peu moins de 70 000 places, pour la plupart debout.

### Stade communal
Après la Seconde Guerre mondiale et la chute du fascisme, il est rebaptisé Stade Municipal Vittorio Pozzo (italien : Stadio Comunale Vittorio Pozzo) et devient sous ce nom l'un des plus célèbres stades de football du monde, théâtre des triomphes nationaux et européens de la mythique Juventus. La Juventus utilisera le Comunale pour tous ses matchs à domicile jusqu'à la finale de la coupe UEFA 1989-1990. 
Il accueille en 1979, la Coupe d'Europe des nations d'athlétisme 1979.
À partir de la saison 1963-1964 la Juve partage les lieux avec l'autre grand club de Turin, le Torino Calcio, qui abandonne son ancien stade du Campo Torino. À la construction du Stade Delle Alpi pour la Coupe du monde 1990, les deux clubs déménagent et plongent le Stadio Comunale dans un abandon de seize ans.
Le 4 septembre 1987, Madonna se produit dans le stade, lors de son premier passage en Italie, dans le cadre de sa tournée Who's That Girl Tour.

### Stade olympique
Le stade est totalement reconstruit dans sa configuration actuelle et est rebaptisé Stadio Olimpico di Torino à l'occasion des Jeux olympiques d'hiver de 2006. 
À la suite de la destruction du Stadio delle Alpi et durant le temps de la construction du Juventus Stadium sur le même site, la Juventus utilise provisoirement le Stade olympique jusqu'en 2011.
L'Italie possède deux stades olympiques. Et il ne faut pas le confondre avec le Stadio Olimpico de Rome, qui lui est surnommé tout simplement Olimpico. Dans le mois d'avril 2016, le stade est rebaptisé Stadio olimpico Grande Torino en l'honneur de l'équipe du Torino Calcio qui gagna quatre titres de champion consécutifs de 1946 à 1949.